# Radio Roumanie Internationale
Pour les articles homonymes, voir RRI.
Radio Roumanie Internationale (en roumain : Radio România Internațional, ou RRI) est la station de radio à diffusion internationale de la Roumanie. Selon la loi no 41/1994, la Société roumaine de radiodiffusion (en roumain : Societatea Română de Radiodifuziune, SRR) produit et diffuse des programmes en langues étrangères pour l'extérieur du pays afin de promouvoir l'image de la Roumanie ainsi que sa politique intérieure et extérieure. RRI dépend du Département de la radio internationale roumaine.

## Diffusion
La station diffuse en 12 langues : chinois, arabe, roumain, aroumain, français, italien, allemand, espagnol, anglais, serbe, russe et ukrainien. Elle a lieu en ondes courtes, par satellite et par Internet.
Elle se fait par deux canaux :
- RRI 1 : diffuse en roumain et en aroumain, pour les expatriés roumains.
- RRI 2 : diffuse dans les autres langues.

| Langue   | Moyen                               | Destination (Ondes courtes) |
| -------- | ----------------------------------- | --- |
| Allemand | Ondes courtes, WRN                  | Europe du Nord-Ouest, Europe Centrale et du Sud-Est. |
| Anglais  | Ondes courtes, WRN, Internet        | Europe de l'Ouest, Amérique du Nord, Pacifique, Asie du Sud-Est. |
| Chinois  | Ondes courtes                       | Chine |
| Français | Ondes courtes, WRN, Internet, câble | Canada, Europe occidentale, Maghreb |
| Italien  | Ondes courtes                       | Italie |
| Roumain  | Ondes courtes, satellite            | Ondes courtes : Amérique du Nord, Europe du Sud-Est, Europe Centrale, Europe occidentale, Israël. Satellite : Orient, Asie du Sud-Est, Afrique de l'Ouest, Afrique de l'Est, Europe Centrale et Ocicdentale, Maghreb |
| Russe    | Ondes courtes                       | Russie d'Europe, Pays baltes, Extrême orient |

La diffusion de RRI à l'international est en partie assurée par WRN Broadcast.